# John Edward Taylor (editore)
John Edward Taylor (Ilminster, 11 settembre 1791 – 6 gennaio 1844) è stato un editore e imprenditore inglese.
Fu il fondatore del giornale The Manchester Guardian nel 1821, che nel 1959 fu ribattezzato The Guardian.

## Biografia
Era nato a Ilminster, Somerset, Inghilterra, da Mary Scott,  poetessa, e John Taylor, un ministro unitario che si trasferì dopo la morte della moglie a Manchester con suo figlio per gestire una scuola lì. John Edward è stato educato alla scuola di suo padre e alla Daventry Academy. Fu apprendista presso un produttore di cotone a Manchester e in seguito divenne un commerciante di successo.
Sostenitore moderato della riforma, dal 1815 Taylor era membro di un gruppo di liberali anticonformisti, riuniti nella casa di Manchester, di John Potter, chiamato Little Circle. Il gruppo includeva: John Brotherton (predicatore); Archibald Prentice (più tardi direttore del Manchester Times); John Shuttleworth (industriale e riformatore municipale); Absalom Watkin (riformatore parlamentare e attivista della legge anti mais); William Cowdray Junior (direttore della Manchester Gazette); Thomas Potter (in seguito primo sindaco di Manchester) e Richard Potter (in seguito deputato a Wigan).
Dopo la morte di John Potter, i fratelli Potter formarono un secondo gruppo dei Little Circle, per iniziare una campagna per la riforma parlamentare. Ciò richiedeva una migliore rappresentanza proporzionale nelle Camere del Parlamento dai borghi marci alle città industrializzate in rapida crescita di Birmingham, Leeds, Manchester e Salford. Dopo la petizione sollevata a nome del gruppo da Absalom Watkin, il Parlamento ha approvato la riforma del 1832.

## Manchester Guardian
Taylor assistette al massacro di Peterloo nel 1819, ma non fu impressionato dai suoi leader, scrivendo a proposito:
(J. E. Taylor)
Ma la stampa radicale di Manchester, in particolare l'osservatore di Manchester, sostenne le proteste, e solo quando l'Observer venne chiuso da successivi processi di polizia, la strada divenne semplice per un giornale più vicino agli amici liberali di Taylor.
Nel 1821 i membri del Little Circle escludendo Cowdroy sostennero John Edward Taylor nel fondare il Manchester Guardian, pubblicato per legge solo una volta alla settimana, che Taylor continuò a modificare fino alla sua morte.
Suo figlio più giovane, anche lui John Edward Taylor (sebbene di solito conosciuto come Edward) (1830-1905) divenne comproprietario del Manchester Guardian nel 1852 e unico proprietario quattro anni dopo. Fu anche editore del giornale dal 1861 al 1872. Comprò il Manchester Evening News dal suo fondatore Mitchell Henry nel 1868 e fu quindi comproprietario, fino alla sua morte. Non aveva figli; dopo la sua morte l'Evening News passò nelle mani dei nipoti della famiglia Allen, mentre il Guardian fu venduto al suo editore, suo cugino C. P. Scott.

## Morte
John Edward Taylor è sepolto nel Rusholme Road Cemetery (noto anche come Dissenters Burial Ground e ora Gartside Gardens), insieme alla sua prima moglie Sophia Russell Scott.